# Дренякин, Александр Максимович
Александр Максимович Дренякин (30 мая 1812  ст.ст. —1894) — русский военный и государственный деятель.

## Биография

### Семья
Отец: полковник Максим Тимофеевич Дренякин.

### Служба
1 апреля 1831 году произведён в офицеры, а 17 апреля 1860 году - в генерал-майоры и определён в Свиту Е. И. В.
До назначения на должность гродненского губернатора в звании генерал-майора состоял при отдельном гренадерском корпусе свиты императора.
Весной 1861 года принял жестокие меры по подавлению восстания крестьян в Пензенской губернии.
В «Гуторке двух соседей» № 2, которая распространялась в период восстания на территории Беларуси, говорилось о расстреле Дренякиным по приказу царя 10 тысяч крестьян в Казанской губернии.
Указом Александра II от 19 сентября (1 октября) 1861 был назначен военным губернатором Гродно и гродненским гражданским губернатором.
По словам историка Е. Ф. Орловского,

в управлении губернией он выказал много энергии и административного таланта. Это был человек твёрдый и решительный, всякие польские демонстрации подавлял с твёрдой последовательностью.

Польский гродненский историк Ю. Ю. Иодковский назвал Дренякина «полякоедом».
Первым шагом губернатора по принятию губернии был осмотр войска, в обращении к которому он высказал мнение о том, что надо быть «всегда готовыми на то, к чему потребует долг службы». Сам часто разъезжал по губернии без особых мер предосторожности, по Гродно ходил без охраны и заходил в кофейню, в которой собирались лица, причастные к восстанию. Казначей гродненской казённой палаты Малевич писал:

губернатор говорил, что не любит есть объедки чужой еды, бывать на вечеринках и играть в карты….

2 (14) ноября 1861 подал «памятную записку», где перечислял меры, которыми можно «удержать вверенную ему губернию в действительном, а не в кажущемся порядке и повиновении»: замена местных чиновников-католиков на православных с повышением им жалования, введение двух казачьих полков, командирование аудитора с надёжным писарем для занятий в секретной части и для проведения следствий, укрепление состава гродненской жандармской команды людьми из «великорусских» жандармских команд, выделение особых денег губернатору и начальнику жандармов для поощрения, увеличение расходов на содержание губернатора, ремонт губернаторского дома.
Для подавления выступления крестьян имения Сливны графини Е. Красинской направил в январе 1861 года две роты в Хорощу и Туросну-Дольну (правда, предупредил, что «право же усмирения неповинующихся силою оружия, тем более огнём (чего боже сохрани) остаётся за мною»).
В письме к министру внутренних дел от 26 января (7 февраля) 1862 жаловался на ревматизм и просил о ходатайстве перед императором об отставке, в письме от 12 (24) февраля 1862 жаловался, что генерал-губернатор к нему не расположен.
Указом Александра II от 6 (18) марта 1862 уволен со службы с переводом в Министерство внутренних дел.
18 (30) марта 1863 был назначен начальником 1-го округа Корпуса жандармов.
В 1863 году являлся членом следственной комиссии над студентами общества «Земля и воля», распространявшими прокламацию «Льётся польская кровь».
В 1864 году по просьбе Муравьёва переехал в Вильно для исполнения «особых поручений».
В 1868 году произведён в генерал-лейтенанты.

## Награды
- Польский знак отличия за военное достоинство 4-й степени (1831)[8]
- Орден Святой Анны 3-й степени
- Орден Святой Анны 2-й степени (1849)[4]
- Орден Святого Владимира 4-й степени (1853)
- Знак отличия за XV лет беспорочной службы (1853)[9]
- Орден Святого Владимира 3-й степени (1855)[4]
- Знак отличия за XX лет беспорочной службы (1858)[4]
- Орден Святого Станислава 1-й степени (1861)[4](«во воздаяние благоразумных распоряжений к восстановлению порядка между волновавшимися крестьянами Пензенской губернии»)
- Орден Святой Анны 1-й степени (1863); императорская корона к ордену (1865)[8]
- Орден Святого Владимира 2-й степени (1869)[8]

## Сочинения
- В 1885 году была напечатана статья в журнале «Русская старина» о встречах в 1861—1862 годах с гродненским губернским предводителем дворянства В. Старжинским, подавшем в сентябре 1861 года записку генерал-губернатору Назимову.
- Рукописный дневник «Моим внукам», который хранится в Российском государственном историческом архиве (РГИА).
- «Краткая история Лейб-гвардии Измайловского полка». СПб.: Военная типография Главного штаба, 1830[10].
- «Белгород с уездом: Историко-статистический очерк А.М. Дренякина» Харьков: Типография Окружного штаба, 1882[11].
- «Ратным товарищам. Фуражировка за Вислой в польскую кампанию 1831 г.». Харьков: Типография Окружного штаба, 1883[12].
- Дренякин А. М. Максим Дренякин, один из воинов великого Суворова / А. М. Дренякин // Русская старина, 1892. Т. 73. – С. 193-194. Письмо А. М. Дренякина, ген.-майора 80-и лет, из г. Белгорода, Курской губ. от 18 октября 1891 года, в котором он пишет о своем отце Максиме Дренякине.

## Интересные факты
При губернаторском саде находился огород, где садовник-огородник выращивал овощи для стола губернатора.